# 陈善光
陈善光（1963年7月—），福建连江县人，1982年8月参加工作，1985年4月加入中国共产党，福建省委党校中共党史与党建专业毕业，拥有福建省委党校研究生学历。中华人民共和国政治人物。

## 生平
1980年，陈善光在福建省宁德师范学校普师专业学习，1982年参加工作后，成为闽东技工学校（今宁德技师学院）的连江分校教员，1986年调任连江县委党校教员，后升任该校教务科副科长，1988年步入政坛，出任連江縣人民政府办公室信息科副科长、科长，1989年7月，调入福建省会福州市，开始在纪检机关任职，先后出任福建省监察厅科员、副主任科员、主任科员、福建省纪委办公厅主任科员、副处级纪检监察员、办公厅副主任、监察综合室主任。在纪委任职期间，陈善光曾于1990年在复旦大学经济法学专业本科班函授学习三年，其后，又于1999年下放宁德市蕉城区，挂职出任该区副区长。
2005年升任中共福建省委省直机关工委副书记，翌年11月，当选为中共福建省纪委常委、秘书长，2011年11月当选为福建省纪委副书记，翌年1月，兼任福建省监察厅厅长，2013年，兼任新成立的福建省预防腐败局首任局长。
2015年，一度担任中共中央第三巡视组副组长，进驻中國航天科技集團公司、中國航天科工集團。2016年11月，再度当选为福建省纪委副书记。
2018年2月，福建省监察厅撤销，陈善光出任新成立的福建省监察委员会副主任。同年7月，出任中共平潭综合实验区党工委书记，自贸区平潭片区管委会主任，兼省人大常委会平潭综合实验区工委主任，平潭县委书记，县人民武装部党委委员、第一书记，直到2021年8月卸任。
2022年1月，当选第十三届福建省人大常委会社会委员会主任委员，並在2023年1月15日的福建省第十四届人民代表大会上连任。